# گمینا لیو
گمینا لیو (به لهستانی:  Gmina Liw) یک گمینا در لهستان است که در شهرستان ونگروف واقع شده‌است. گمینا لیو ۱۶۹٫۵۶ کیلومتر مربع مساحت و ۷٬۶۱۶ نفر جمعیت دارد.